# Katya Romoleroux
Katya Romoleroux est une botaniste équatorienne, spécialiste de la flore andine de l'Équateur, et particulier de la famille des rosacées. Elle est membre fondatrice de l'Académie des Sciences de l'Équateur et membre de l'Académie des sciences d'Amérique latine. Romoleroux a également reçu en 2020 le Prix Eugenio-Espejo pour ses contributions scientifiques

## Biographie
Passionnée de biologie et de botanique et de son enfance, Romoleroux étudie la biologie à l'Université pontificale catholique d'Équateur (PUCE), et ce malgré les réticences initiales de sa famille, inquiète du peu de perspectives professionnelles dans le domaine. Elle poursuit ses études à l'Université d'Aarhus où elle soutient sa thèse de doctorat. Après un post-doctorat à l'Université Louis-et-Maximilien de Munich, Romoleroux exerce depuis la fin des années 1990 comme Professeure à la PUCE,.

## Contributions scientifiques et distinctions
Romoleroux a été la première à établir une classification taxonomique complète de la famille des rosacées en Équateur. Elle a également décrit 11 nouvelles espèces de plantes.
Romoleroux est membre fondatrice de l'Académie des Sciences de l'Équateur et membre de l'Académie des sciences d'Amérique latine. Elle est également lauréate du Prix Eugenio-Espejo, la plus haute distinction en Équateur dans le domaine des arts, des lettres et de la science.